# Henning Podebusk
Henning Podebusk, født på Rügen (mellem 26. august 1310 og 4. oktober 1310) tilhørte en sidegren af den oprindeligt slaviske fyrsteslægt Putbus. Han blev dansk drost og dermed Danmarks vigtigste politiker fra 1368 til sin død 1388.
Podebusk kom i 1350 i tjeneste hos Valdemar 4. Atterdag under dennes ophold i Nordtyskland og allerede 1353 spillede han en hovedrolle i forhandlinger med de tyske hertuger der førte til at Johan III "den Milde" af Holsten afstod Falster. 1360 deltog han i rigsmødet i Kalundborg hvor kong Valdemar udstedte Landefreden. 1365 var han gældker i Skåne, dvs. rigets fuldmægtig i landsdelen, især med hensyn til skatteindkrævning, og da drosten Claus Limbek nogle år senere rejste en stor del af de førende stormænd i Jylland, blev Podebusk hans efterfølger i embedet. 1368 var en vanskelig stund, da landet blev samtidigt angrebet af en koalition omfattende Hansestæderne, Mecklenburg, Sverige, Holsten, og hertugdømmet Slesvig.
Når kong Valdemar måtte forlade landet som følge deraf, som drost i kongens fravær og rigsrådets førstemand, overtog Podebusk styrelsen af landet med titlen af "høvedsmand i Danmark". Med behændig udnyttelse af modsætningen mellem de tyske fyrster og hansestæderne lykkedes det ham at bevæge de sidste til at slutte særfred i Stralsund den 24. maj 1370. Den ydmygende aftale han måtte indgå medførte at hansestæderne fik kontrol over fæstningerne Helsingborg, Malmø, Skanør og Falsterbo med to tredjedele af deres samtlige indtægter i femten år, og skulle udløses mod 12.000 mark rent sølv. Det var Podebusk der bestyrede den danske tredjedel og halvdelen deraf, dvs. sjettedelen, skulle udgøre hans løn. Senere, som hansestædernes foged i årene 1371-1778 bestyrede han tillige de hanseatiske to tredjedele. Endelig indeholdt aftalen en bestemmelse om at det danske rigsråd ikke måtte vælge en ny konge i fremtiden uden forudgående godkendelse fra hansestæderne. Men kong Valdemar kunne derefter vende tilbage til sit rige.
Efter Valdemars død 1375 bevarede Podebusk en betydelig indflydelse i regeringen, og fortsatte især med at administrere forholdet til hansestæderne. 1378 måtte han opgive sin foged stilling i Skåne, men ellers var han den stadige mægler mellem byerne og Danmark, således endnu ved slottenes tilbagegivelse 1385.
En mindst lige så udfordrende balancegang måtte han udføre, da det kom til at roligt afvise mecklenburgernes krav over for Danmark. Arveretten var uklar, fordi Valdemars søn Christoffer var død allerede i 1363 og Valdemar havde lovet hertug Albrecht II af Mecklenburg, hvis søn Henrik III "der Hänger" var gift med Valdemars ældste datter Ingeborg af Danmark, at deres søn ville arve kronen. Ingeborg var allerede død, og Albrecht II pressede hårdt for at få sit barnebarn, den mindreårig hertug Albrecht IV, hyldet som konge, men rigsrådet, med Podebusks fulde støtte, valgte Valdemars anden dattersøn, den femårige Olav Håkonsson, søn af Margrete Valdemarsdatter, gift med Håkon VI af Norge. Dronning Magrete blev selv formynder. Da så en mecklenburgisk hær gik i 1376 i land ved København, løste drosten igen sagen ad forhandlingens vej.
Når den unge kong Olav døde uventet på Falsterbo slot i august 1387 var hele værket bragt i fare, og Podebusk blev igen kaldt til at sikre dronning Margrete magten i hendes eget navn da hun i Lund en uge senere blev hyldet med den nyopfundne titel »Fuldmægtig frue og husbond og hele Danmarks formynder«. Da Podebusk døde 1388 afskaffede dronningen det gamle drost embedet ved at undlade at udnævne en efterfølger.
Henning Podebusk, søn af ridderen Borante Putbus (-efter 1375) og Catharina Starkow, var et lysende forbillede for sin samtids uregerlige jyske stormænd og flere historiker er enige i, at få udlændinge har tjent Danmark med større trofasthed end han. Han fik 1375 Holbæk Slot len i pant en kort tid af dronning Margrete, og 1381 han har muligvis holdt Korsør. 1380 købte han sig til lenet Dronningholm (Strø herred), som hans søn Predbjørn Podebusk skødede 1397 tilbage til kronen. Hennings frue Gisela von dem Sunde Putbus (-efter 1396) var datter af ridderen Henning van Podebusk (-før 1352), en fætter til Hennings fader Borante. Hennes moder var Eufemia Jakobsdatter af Halland, der via sin fader, den "fredløse" grev Jakob af Nørrehalland, havde arverettigheder til dansk gods, og det lykkedes familjen at således 1404 komme i besiddelse af borgen og godset Egholm ved Horns herreds rod på Sjælland, som i 1415 omfattede en del mere end 40 bondegårde. En af Giselas broder, Woldemar Podebusk (-1392), var 1376-1392 biskop i Odense, og havde forpligtet sig 1376 til at støtte hertug Albrecht IV af Mecklenburgs arvekrav i Danmark, men så beseglede 1377 kong Olavs håndfæstning.
Med Gisela von dem Sunde Putbus fik han børnene:
- Tetz (Theus) van Podebusk (-før 1401), sin slægtning Woldemars eftermand som biskop i Odense (1392-c.1400), beseglede 1395 forliget på Lindholm der satte den den fængslede Albrecht af Mecklenburg fri, og var nærværende sommeren 1397 ved kroningen af Erik af Pommern i Kalmar;
- Hans Podebusk (-efter 1412) til Putbus, Egholm og Skjerngaard, ridder og rigsråd, gift første gang med Arine Christiernsdatter Vendelbo (-før 1401), datter af marsken Christiern Vendelbo, og anden gang med Johanne Barnumsdatter til Skarsholm ved søen Skarresø (Jyderup), hvis tipoldefar var Knud Valdemarsen, hertug af Lolland;
- Predbjørn Podebusk (-efter 1425) til Engholm, gift med Ingeborg Christiernsdatter Vendelbo (-efter 1459) til Vosborg, søster til den ovennævnte Arine.
- Borante van Podebusk (-1397),
- Gese Podebusk (-efter 1408), gift med ridder Jep Trugildsen (-efter 1411), til Steensballe.

Henning Podebusk er begravet i Sorø Klosterkirke, hvor hans sværd blev fundet ved kirkens reparation i 1873.